# Редіу (комуна, Ясси)
Редіу (рум. Rediu) — комуна у повіті Ясси в Румунії. До складу комуни входять такі села (дані про населення за 2002 рік):
- Брязу (815 осіб)
- Редіу (1486 осіб) — адміністративний центр комуни
- Теутешть (159 осіб)
- Хорлешть (961 особа)

Комуна розташована на відстані 327 км на північ від Бухареста, 9 км на північний захід від Ясс.

## Населення
За даними перепису населення 2002 року у комуні проживали 6496 осіб. Усі жителі комуни рідною мовою назвали румунську.
Національний склад населення комуни:
| Національність   | Кількість осіб | Відсоток |
| ---------------- | -------------- | -------- |
| румуни           | 6483           | 99,8%    |
| росіяни-липовани | 10             | 0,2%     |
| цигани           | 3              | < 0,1%   |

Склад населення комуни за віросповіданням:
| Релігія                             | Кількість осіб | Відсоток |
| ----------------------------------- | -------------- | -------- |
| православні                         | 6215           | 95,7%    |
| адвентисти                          | 96             | 1,5%     |
| римо-католики                       | 90             | 1,4%     |
| бретрени                            | 49             | 0,8%     |
| греко-католики                      | 14             | 0,2%     |
| баптисти                            | 13             | 0,2%     |
| лютерани                            | 4              | 0,1%     |
| лютерани (Аугсбурзького сповідання) | 2              | < 0,1%   |
| п'ятдесятники                       | 1              | < 0,1%   |

## Зовнішні посилання
- Дані про комуну Редіу на сайті Ghidul Primăriilor